# Колесников, Борис Павлович
Борис Павлович Колесников (17 (30) мая 1909, Санкт-Петербург — 31 июля 1980, Симферополь) — советский учёный, геоботаник и лесовед, член-корреспондент Академии наук СССР.

## Биография
Родился в Санкт-Петербурге. В 1911 году переехал на Дальний Восток. В 1931 году окончил Дальневосточный лесотехнический институт.
В 1931 году принимал участие в Эврон-Говринской экспедиции в качестве начальника изыскательного отряда. По материалам, собранным в ходе этой экспедиции Колесников в 1935 году опубликовал в журнале «Вестник ДВФ АН СССР» свою первую научную статью, которая называлась «Интересные флористические находки в связи с историей развития растительного покрова в бассейне р. Горин». В 1932 начал учёбу в аспирантуре при Дальневосточном лесотехническом институте.
Участник Большого террора 1937—1938 годов В 1937 году докладывал о конкретных методах вредительства арестованных учёных в Дальневосточном филиале АН СССР на заседании Президиума. В 1938 году был включён в комиссию по составлению акта для подтверждения вредительства арестованных коллег.

Борис Павлович не стал запираться, когда я ему предъявил Акт с исправлениями. Он просто снял очки, подошел к прибитой к полу табуретке для обвиняемых (тогда так было заведено) сел на неё и сказал: «Судите меня. Я негодяй». Он очень подробно рассказал, как работники НКВД его просили, а затем вынуждали дать показания на приехавших из Москвы и местных ученых, завербованных, якобы, москвичами. Он клялся, что покривил душой и погубил хороших людей, которые верили ему… По ночам эти люди часто снятся ему.
— Письмо бывшего следователя УКГБ по Приморскому краю Н. Н. Краснова от 19 апреля 1990 г.
В 1939 году защитил диссертацию на соискание учёной степени кандидата биологических наук. В 1945 году вступил в коммунистическую партию. С 1951 по 1954 годы был заместителем Председателя Президиума Дальневосточного филиала АН СССР. В 1953 Колесникову было присвоено звание профессора. В 1956 переехал в Свердловск, где руководил лабораторией лесоведения Института биологии Уральского научного центра АН СССР.
С 1963 по 1968 годы был ректором Уральского университета имени А. М. Горького. Под его руководством там была создана кафедра геоботаники.
24 ноября 1970 года был избран членом-корреспондентом АН СССР по специальности «биология». В 1976 году переехал в Симферополь.
После переезда с 1976 по 1980 преподавал на кафедре общей биологии Симферопольского университета. По его инициативе при Таврическом национальном университете имени В. И. Вернадского была создана кафедра экологии и рационального природопользования. В 1977 году принимал участие в межправительственной конференции по вопросам окружающей среды, организованной ЮНЕСКО и ЮНЕП.

## Научная деятельность
Научные труды посвящены ботанической географии, лесоведению, охране природы Дальнего Востока и Урала. Опубликовал более 250 научных работ. Руководил исследованиями экосистем Горного и Предгорного Крыма.

### Основные работы
- Колесников Б. П. Из истории изучения лесов Урала // Ученые Урала в борьбе за технический прогресс. Свердловск, 1959. Ч. 1. — С. 159-169
- Колесников Б. П. Естественноисторическое районирование лесов: (На прим. Урала) // Вопросы лесоведения и лесоводства. М., 1960. — С. 51-57.
- Колесников Б.П Лесорастительное районирование как естественноисторическая основа районирования систем лесного хозяйства: (На прим. лесов Урала) // Вопросы географии и охраны природы Урала: Докл. Пятого Всеурал. совещ. по вопр. географии и охраны природы Урала. Пермь, 1960. Вып. 24. — С. 1-11.
- Колесников Б. П. Основные итоги изучения естественного возобновления на концентрированных вырубках в лесах Свердловской области // Тр. / Ин-т биологии УФАН СССР. 1960. Вып. 14. — С. 3-21.
- Колесников Б. П. Состояние и важнейшие задачи охраны природы на Урале // Охрана природы на Урале. Свердловск. Вып. 1. — С. 5-15.
- Задачи охраны природы и рационального использования природных ресурсов Прикамья / Колесников Б. П., Гвоздев В. С., Шарц А. К. и др. // Охрана природы на Урале. Пермь, 1961. Вып. 2. — С. 5-16.
- Колесников Б. П. Лесорастительные условия и лесохозяйственное районирование Челябинской области // Тр. /Ин-т биологии УФАН СССР. 1961. Вып. 26. — С. 3-44.
- Колесников Б. П., Трусов П. Ф. Опыт применения генетической классификации типов леса при устройстве лесов Ильменского заповедника // Тр. /Ин-т биологии УФАН СССР. 1961. Вып. 26. — С. 45-71.
- Колесников Б. П. Генетическая классификация типов леса и её задачи на Урале // Тр. /Ин-т биологии УФАН СССР. 1961. Вып. 27. — С. 47-59.
- Колесников Б. П. Материалы к инвентаризации природных объектов Урала, нуждающихся в охране // Охрана природы на Урале. Пермь, 1961. Вып. 2. — С. 123-129.
- Прокаев В. И., Колесников Б. П. Новые данные о распространении некоторых пород и смешанных лесов с их участием на юге Среднего Урала // Ботан. журн. 1961. Т. 46, № 12. — С. 1814-1817.
- Колесников Б. П. Очерк растительности Челябинской области в связи с её геоботаническим районированием // Тр. / Ильмен. заповедник. 1961. Вып. 8. — С. 105-129.
- Ястребов Е. В., Колесников Б. П. Материалы к инвентаризации природных объектов Урала, нуждающихся в охране: Сообщ. 3 // Охрана природы на Урале. Свердловск, 1962. Вып. 3. — С. 127-132.
- Колесников Б. П., Прокаев В. И. Охрана природы на Урале // Проблемы охраны природы Сибири и Дальнего Востока. Новосибирск, 1963. — С. 170-177.
- Колесников Б. П. Растительность // Природа Челябинской области. Челябинск, 1964. — С. 135-158.
- Колесников Б. П. Природоохранное районирование Урала // Тр. / МОИП. Отд. геогр. 1966. Т. 18. — С. 270-280.
- Прокаев В. И., Колесников Б. П. Среднеуральский природный парк // Охрана природы на Урале. Свердловск, 1967. Вып. 6. — С. 29-36.
- Комин Г. Е., Колесников Б. П. Среднинский бор // Охрана природы на Урале. Свердловск, 1967. Вып. 6. — С. 99-106.
- Колесников Б. П., Шиманюк А. П. Леса Пермской области // Леса СССР. М., 1969. Т. 4. — С. 5-63.
- Колесников Б. П. Леса Свердловской области // Леса СССР. М., 1969. Т. 4. — С. 64-124.
- Колесников Б. П. Леса Челябинской области // Леса СССР. М., 1969. Т. 4. — С. 125-156.
- Колесников Б. П. Охрана ботанических объектов Урала // Вопросы охраны ботанических объектов. Л., 1971. — С. 196-206.
- Колесников Б. П. Лесорастительные условия средней части бассейна р. Тавды и Тавда-Куминского междуречья // Тр. / Ин-т экологии растений и животных УНЦ АН СССР. 1972. Вып. 83. — С. 7-26.
- Особенности рационального использования горных лесов Урала / Зубарева Р. С., Колесников Б. П., Смолоногов Е. П. и др. // Охрана горных ландшафтов Сибири. Новосибирск, 1973. — С. 70-78.
- Колесников Б. П. Типы южно-таежных лесов среднего течения р. Тавды и Тавды-Куминского междуречья // Тр. / Ин-т экологии растений и животных УНЦ АН СССР. 1972. Вып. 83. — С. 6698.
- Колесников Б. П., Мамаев С. А. Вопросы охраны природы на Урале // Охрана природы и ландшафт. Таллин, 1973. — С. 67-69.
- Колесников Б. П., Зубарева Р. С., Смолоногов Е. П. Лесорастительные условия и типы лесов Свердловской области: Практ. руководство. Свердловск, 1973. — 176 с.
- Фильрозе Е. М., Колесников Б. П. Основные итоги изучения лесов Ильменского заповедника // Биологические исследования в Ильменском заповеднике. Свердловск, 1973. — С. 319. (Тр. / Ильмен. заповедник; Вып. 10).
- Актуальные вопросы охраны растительного мира /Колесников Б. П., Семенова-Тян-Шанская А. И., Стайко С. М. и др. // Ботан. журн. 1974. Т. 59, № 10. — С. 1536-1546.
- Зонально-географические и типологические закономерности естественного возобновления в лесах свердловской области / Колесников Б. П., Коновалов Н. А., Исаева Р. П. и др. // Возобновление леса. М., 1975. — С. 91-118.
- Колесников Б. П. Некоторые результаты работы и ближайшие перспективы Средне-Уральского горнолесного биогеоценологического стационара // Тр. / Ин-т экологии растений и животных УНЦ АН СССР. 1979. Вып. 128. — С. 311.
- Колесников Б. П. Рекреационное лесоводство — новый вид системы ведения хозяйства в лесах Крыма // Охрана и рациональное использование природных ресурсов — Симферополь, СГУ, Вып. I, 1980. — С.27-36.
- Колесниколв Б. П. Лесная растительность юго-восточной части бассейна Вычегды. — Л.:Наука,1985. — 216с[9].

## Награды, премии и почётные звания[5]
- Два Ордена «Знак Почёта»;
- Орден Октябрьской Революции;
- Медаль «За доблестный труд в Великой Отечественной войне 1941—1945 гг.»;
- За доблестный труд. В ознаменование 100-летия со дня рождения В. И. Ленина;
- Заслуженный деятель науки РСФСР (1973);

## Комментарии
1. ↑  Позднее была реорганизована в кафедру биогеоценологии